# Mordellistena sexnotata
Mordellistena sexnotata är en skalbaggsart som beskrevs av Dury 1902. Mordellistena sexnotata ingår i släktet Mordellistena och familjen tornbaggar. Inga underarter finns listade i Catalogue of Life.